# 1558
Il 1558 (MDLVIII in numeri romani) è un anno  del XVI secolo.

## Eventi
- 7 gennaio – La Francia prende Calais, ultimo possedimento continentale dell'Inghilterra.
- 22 gennaio – Inizia la Prima guerra del nord (anche conosciuta come Guerra di Livonia), combattuta tra il Regno russo e una coalizione composta dalla Confederazione polacco-lituana, dal Regno di Danimarca e Norvegia e dall'Impero svedese.
- 24 aprile – Francesco II De Valois sposa Maria Stuarda, Regina di Scozia.
- 17 novembre – Elisabetta I, figlia di Enrico VIII e di Anna Bolena, diventa regina d'Inghilterra, con grande acclamazione del popolo che sempre aveva malvisto la cattolica Maria la Sanguinaria.

## Nati

### Gennaio
- 1º gennaio - Giovanni Battista Tinti, pittore italiano († 1604)
- 16 gennaio - Lavinia Feltria della Rovere, nobile italiana († 1632)
- 29 gennaio - Alvise Corner, vescovo cattolico italiano († 1594)
- 29 gennaio - Paul Hentzner, avvocato tedesco († 1623)

### Febbraio
- 5 febbraio - Heinrich Schickhardt, architetto, gesuita e ingegnere tedesco († 1635)

### Marzo
- 7 marzo - Giovanni VII di Meclemburgo-Schwerin, duca tedesco († 1592)
- 10 marzo - Giovanni Maria Moricino, medico e scrittore italiano († 1628)

### Giugno
- 5 giugno - Chen Jiru, pittore, scrittore e calligrafo cinese († 1639)
- 15 giugno - Andrea d'Austria, vescovo cattolico, cardinale e abate austriaco († 1600)
- 20 giugno - Mark Welser, banchiere, politico e astronomo tedesco († 1614)

### Luglio
- 5 luglio - Giovanni Francesco Mocenigo, politico italiano († 1607)

### Agosto
- 8 agosto - George Clifford, III conte di Cumberland, politico e corsaro inglese († 1605)
- 19 agosto - Francesco di Borbone-Conti, condottiero francese († 1614)
- 24 agosto - Ishikawa Goemon, militare giapponese († 1594)

### Settembre
- 9 settembre - Filippo Emanuele di Lorena, duca francese († 1602)
- 9 settembre - Maddalena di Waldeck, nobile tedesca († 1599)

### Ottobre
- 12 ottobre - Massimiliano III d'Austria, nobile austriaco († 1618)
- 19 ottobre - Giovanni Alberti, pittore italiano († 1601)
- 22 ottobre - William Perkins, predicatore e teologo inglese († 1602)
- 25 ottobre - Ottavio Bandini, cardinale e arcivescovo cattolico italiano († 1629)
- 25 ottobre - Eva Cristina di Württemberg-Mömpelgard, nobile tedesca († 1575)
- 30 ottobre - Jacques Nompar de Caumont, militare francese († 1652)

### Novembre
- 3 novembre - Thomas Kyd, drammaturgo britannico († 1594)

### Dicembre
- 8 dicembre - François de La Rochefoucauld, cardinale e vescovo cattolico francese († 1645)
- 10 dicembre - Vittoria Colonna de Cabrera, nobile italiana († 1633)

### Senza giorno specificato
- Clemente da Noto, religioso e presbitero italiano († 1631)
- Fronton du Duc, gesuita, grecista e teologo francese († 1624)
- Michele il Coraggioso, sovrano rumeno († 1601)
- Blasius Ammon, compositore e francescano austriaco († 1590)
- Alessandro Appiano, nobile italiano († 1589)
- Anthony Bacon, politico, diplomatico e agente segreto inglese († 1601)
- Giovanni Bassano, compositore italiano († 1617)
- Bessho Nagaharu, militare giapponese († 1580)
- Oreste Biringucci Vannocci, architetto italiano († 1585)
- Giuseppe Carnevale, giurista e storico italiano
- Michelangelo Cinganelli, pittore italiano († 1635)
- Appio Conti, generale italiano († 1593)
- Belisario Corenzio, pittore greco
- Baldassare Croce, pittore italiano († 1628)
- Pierre Dugua de Mons, esploratore francese († 1628)
- Tamás Erdődy, generale e nobile croato († 1624)
- Girolamo Frachetta, politico e letterato italiano († 1619)
- Nathaniel Giles, organista e compositore inglese
- Hendrick Goltzius, pittore e incisore olandese († 1617)
- Fulvio Gonzaga, condottiero e militare italiano († 1615)
- Lucrezio Gravisi, militare e mercenario italiano († 1613)
- Robert Greene, drammaturgo britannico († 1592)
- Ludovico II Lodron, nobile e condottiero italiano († 1604)
- Lodovico Melzi, generale italiano († 1617)
- Mori Nagayoshi, militare giapponese († 1584)
- Andrea Morosini, storico italiano († 1618)
- Nakajō Kageyasu, militare giapponese († 1582)
- Gasparo Narvesa, pittore italiano († 1639)
- Olivier van Noort, esploratore olandese († 1627)
- Oda Nobuo, militare giapponese († 1630)
- Oda Nobutaka, militare giapponese († 1583)
- Alfonso Piccolomini Todeschini, condottiero italiano († 1591)
- Eleonora Sanvitale, poetessa italiana († 1582)
- Bonaventura Secusio, patriarca cattolico italiano († 1618)
- Costanza Sforza di Santa Fiora, nobildonna italiana († 1617)
- Thomas Smyth, mercante e politico inglese († 1642)
- Ferdinando Taverna, cardinale e vescovo cattolico italiano († 1619)
- Alessandro Tesauro, poeta, architetto e diplomatico italiano († 1621)
- Paolo Tolosa, arcivescovo cattolico italiano († 1618)
- Enrico Walpole, gesuita inglese († 1595)
- John Whitson, politico britannico († 1629)
- Abd el-Ouahed ben Messaoud, diplomatico e ambasciatore marocchino
- Jan de Wael, pittore fiammingo († 1633)
- Fatma Sultan, principessa ottomana († 1580)
- Ōtomo Yoshimune, militare giapponese († 1605)

## Morti

### Gennaio
- 28 gennaio - Jakob Micyllus, umanista tedesco (n. 1503)

### Febbraio
- 3 febbraio - Alfonso di Castro, teologo spagnolo (n. 1495)
- 11 febbraio - Paolo Pansa, poeta, umanista e latinista italiano (n. 1485)
- 15 febbraio - Francesco Bonafede, botanico e medico italiano (n. 1474)
- 18 febbraio - Eleonora d'Asburgo, regina (n. 1498)
- 27 febbraio - Cunegonda di Brandeburgo-Bayreuth, principessa tedesca (n. 1524)

### Marzo
- 6 marzo - Luca Gaurico, vescovo cattolico e astrologo italiano (n. 1475)
- 8 marzo - Pietro Bertani, cardinale e vescovo cattolico italiano (n. 1501)
- 24 marzo - Anna di Egmont, nobildonna tedesca (n. 1533)
- 25 marzo - Girolamo Doria, cardinale italiano (n. 1495)
- 25 marzo - Marco da Nizza, esploratore e francescano italiano

### Aprile
- 13 aprile - Bernardo Segni, storico italiano (n. 1504)
- 15 aprile - Hürrem Sultan,  polacca
- 20 aprile - Johannes Bugenhagen, religioso tedesco (n. 1485)

### Maggio
- 1º maggio - Gabriel Zwilling, pastore protestante tedesco
- 13 maggio - Vittore Soranzo, vescovo cattolico italiano (n. 1500)
- 17 maggio - Sá de Miranda, poeta e drammaturgo portoghese (n. 1481)
- 25 maggio - Elisabetta di Brandeburgo, scrittrice tedesca (n. 1510)
- 25 maggio - Ferdinando I Carafa, nobile italiano

### Giugno
- 7 giugno - Jacques d'Annebaut, vescovo cattolico e cardinale francese (n. 1500)
- 13 giugno - Mario Bandini Piccolomini, politico italiano (n. 1500)
- 21 giugno - Filippo Archinto, arcivescovo cattolico italiano (n. 1495)
- 21 giugno - Piero Strozzi, generale italiano (n. 1510)
- 25 giugno - Johannes Ferrarius, giurista, teologo e filosofo tedesco

### Luglio
- 17 luglio - Giorgio I di Württemberg-Mömpelgard, nobile tedesco (n. 1498)
- 28 luglio - Radu VIII Ilias Haidăul, principe

### Agosto
- 5 agosto - Pietro Tagliavia d'Aragona, cardinale e arcivescovo cattolico italiano (n. 1499)

### Settembre
- 21 settembre - Carlo V d'Asburgo, sovrano (n. 1500)

### Ottobre
- 18 ottobre - Maria d'Asburgo (n. 1505)
- 21 ottobre - Giulio Cesare Scaligero, umanista, filosofo e medico italiano (n. 1484)

### Novembre
- 1º novembre - Shimun VII Isho'yahb, vescovo cristiano orientale siro
- 1º novembre - Erhard Schnepf, teologo tedesco (n. 1495)
- 17 novembre - Hugh Aston, compositore inglese
- 17 novembre - Maria I d'Inghilterra, regina inglese (n. 1516)
- 17 novembre - Reginald Pole, cardinale e arcivescovo cattolico inglese (n. 1500)
- 30 novembre - Elizabeth Stafford, nobile britannica

### Dicembre
- 11 dicembre - Camillo Colonna, condottiero italiano
- 13 dicembre - Lemucaguin,  nativo americano
- 24 dicembre - Durante Duranti, cardinale e vescovo cattolico italiano (n. 1507)

### Senza giorno specificato
- Caupolicán, militare nativo americano
- Giovanni da Nola, scultore e architetto italiano (n. 1488)
- Turcupichun,  nativo americano
- Francesco d'Ambra, commediografo italiano (n. 1499)
- Pietro Bairo, medico italiano (n. 1468)
- Guillaume Bochetel, politico e diplomatico francese
- Cesare Borgognoni, vescovo cattolico italiano
- Jean de Boyssoné, giurista e umanista francese
- Anne Brandon, nobildonna inglese (n. 1507)
- Cassandra Fedele, umanista italiana (n. 1465)
- Jean Fernel, medico e astronomo francese (n. 1497)
- Alessio Fontana, giurista italiano
- Francesco Frigimelica, medico italiano (n. 1490)
- Bartolomeo Genga, architetto italiano (n. 1518)
- Barbara Gonzaga, nobile italiana (n. 1482)
- Clément Janequin, compositore francese (n. 1485)
- Niccolò Lancillotto, religioso italiano
- Giorgio Macropedio, umanista e drammaturgo olandese (n. 1487)
- Bartolomeo III Martinengo, nobile italiano (n. 1487)
- Gonzalo de Mendoza, esploratore spagnolo
- Martin Nucio, tipografo e editore fiammingo (n. 1515)
- William Peto, cardinale britannico
- Pierio Valeriano, umanista, teologo e scrittore italiano (n. 1477)
- Bianca Ponzoni, nobildonna italiana
- Robert Recorde, matematico gallese
- Giovanni Francesco Rota, medico italiano (n. 1520)
- Scipione Sacco, pittore italiano (n. 1495)
- John Sheppard, cantore e compositore inglese
- André Tiraqueau, magistrato, giurista e umanista francese (n. 1488)
- Juan de Vega, politico e ambasciatore spagnolo (n. 1507)
- Gerhard Westerburg, teologo e giurista tedesco
- Basilio Zanchi, umanista e poeta italiano (n. 1501)
- Mellin de Saint-Gelais, poeta francese (n. 1491)
- Claude de Taillemont, poeta francese (n. 1506)
- Oddo degli Oddi, letterato e medico italiano (n. 1478)

## Calendario
| Calendario 1558 | Calendario 1558 | Calendario 1558 | Calendario 1558 | Calendario 1558 | Calendario 1558 | Calendario 1558 | Calendario 1558 | Calendario 1558 | Calendario 1558 | Calendario 1558 | Calendario 1558 | Calendario 1558 | Calendario 1558 | Calendario 1558 | Calendario 1558 | Calendario 1558 | Calendario 1558 | Calendario 1558 | Calendario 1558 | Calendario 1558 | Calendario 1558 | Calendario 1558 | Calendario 1558 | Calendario 1558 | Calendario 1558 | Calendario 1558 | Calendario 1558 | Calendario 1558 | Calendario 1558 | Calendario 1558 | Calendario 1558 | Calendario 1558 |
| --------------- | --------------- | --------------- | --------------- | --------------- | --------------- | --------------- | --------------- | --------------- | --------------- | --------------- | --------------- | --------------- | --------------- | --------------- | --------------- | --------------- | --------------- | --------------- | --------------- | --------------- | --------------- | --------------- | --------------- | --------------- | --------------- | --------------- | --------------- | --------------- | --------------- | --------------- | --------------- | --------------- |
|                 | 1               | 2               | 3               | 4               | 5               | 6               | 7               | 8               | 9               | 10              | 11              | 12              | 13              | 14              | 15              | 16              | 17              | 18              | 19              | 20              | 21              | 22              | 23              | 24              | 25              | 26              | 27              | 28              | 29              | 30              | 31              |                 |
| Gennaio         | Sa              | Do              | Lu              | Ma              | Me              | Gi              | Ve              | Sa              | Do              | Lu              | Ma              | Me              | Gi              | Ve              | Sa              | Do              | Lu              | Ma              | Me              | Gi              | Ve              | Sa              | Do              | Lu              | Ma              | Me              | Gi              | Ve              | Sa              | Do              | Lu              |                 |
| Febbraio        | Ma              | Me              | Gi              | Ve              | Sa              | Do              | Lu              | Ma              | Me              | Gi              | Ve              | Sa              | Do              | Lu              | Ma              | Me              | Gi              | Ve              | Sa              | Do              | Lu              | Ma              | Me              | Gi              | Ve              | Sa              | Do              | Lu              |                 |                 |                 |                 |
| Marzo           | Ma              | Me              | Gi              | Ve              | Sa              | Do              | Lu              | Ma              | Me              | Gi              | Ve              | Sa              | Do              | Lu              | Ma              | Me              | Gi              | Ve              | Sa              | Do              | Lu              | Ma              | Me              | Gi              | Ve              | Sa              | Do              | Lu              | Ma              | Me              | Gi              |                 |
| Aprile          | Ve              | Sa              | Do              | Lu              | Ma              | Me              | Gi              | Ve              | Sa              | Do              | Lu              | Ma              | Me              | Gi              | Ve              | Sa              | Do              | Lu              | Ma              | Me              | Gi              | Ve              | Sa              | Do              | Lu              | Ma              | Me              | Gi              | Ve              | Sa              |                 |                 |
| Maggio          | Do              | Lu              | Ma              | Me              | Gi              | Ve              | Sa              | Do              | Lu              | Ma              | Me              | Gi              | Ve              | Sa              | Do              | Lu              | Ma              | Me              | Gi              | Ve              | Sa              | Do              | Lu              | Ma              | Me              | Gi              | Ve              | Sa              | Do              | Lu              | Ma              |                 |
| Giugno          | Me              | Gi              | Ve              | Sa              | Do              | Lu              | Ma              | Me              | Gi              | Ve              | Sa              | Do              | Lu              | Ma              | Me              | Gi              | Ve              | Sa              | Do              | Lu              | Ma              | Me              | Gi              | Ve              | Sa              | Do              | Lu              | Ma              | Me              | Gi              |                 |                 |
| Luglio          | Ve              | Sa              | Do              | Lu              | Ma              | Me              | Gi              | Ve              | Sa              | Do              | Lu              | Ma              | Me              | Gi              | Ve              | Sa              | Do              | Lu              | Ma              | Me              | Gi              | Ve              | Sa              | Do              | Lu              | Ma              | Me              | Gi              | Ve              | Sa              | Do              |                 |
| Agosto          | Lu              | Ma              | Me              | Gi              | Ve              | Sa              | Do              | Lu              | Ma              | Me              | Gi              | Ve              | Sa              | Do              | Lu              | Ma              | Me              | Gi              | Ve              | Sa              | Do              | Lu              | Ma              | Me              | Gi              | Ve              | Sa              | Do              | Lu              | Ma              | Me              |                 |
| Settembre       | Gi              | Ve              | Sa              | Do              | Lu              | Ma              | Me              | Gi              | Ve              | Sa              | Do              | Lu              | Ma              | Me              | Gi              | Ve              | Sa              | Do              | Lu              | Ma              | Me              | Gi              | Ve              | Sa              | Do              | Lu              | Ma              | Me              | Gi              | Ve              |                 |                 |
| Ottobre         | Sa              | Do              | Lu              | Ma              | Me              | Gi              | Ve              | Sa              | Do              | Lu              | Ma              | Me              | Gi              | Ve              | Sa              | Do              | Lu              | Ma              | Me              | Gi              | Ve              | Sa              | Do              | Lu              | Ma              | Me              | Gi              | Ve              | Sa              | Do              | Lu              |                 |
| Novembre        | Ma              | Me              | Gi              | Ve              | Sa              | Do              | Lu              | Ma              | Me              | Gi              | Ve              | Sa              | Do              | Lu              | Ma              | Me              | Gi              | Ve              | Sa              | Do              | Lu              | Ma              | Me              | Gi              | Ve              | Sa              | Do              | Lu              | Ma              | Me              |                 |                 |
| Dicembre        | Gi              | Ve              | Sa              | Do              | Lu              | Ma              | Me              | Gi              | Ve              | Sa              | Do              | Lu              | Ma              | Me              | Gi              | Ve              | Sa              | Do              | Lu              | Ma              | Me              | Gi              | Ve              | Sa              | Do              | Lu              | Ma              | Me              | Gi              | Ve              | Sa              |                 |